# 収入証紙
収入証紙（しゅうにゅうしょうし）とは金券の一種であり、地方公共団体が地方自治法及び条例に基づいて発行し、地方公共団体に対し使用料や手数料の納付を行うため金銭の支払いを証明し貼付する証票である。東京都や広島県など一部の地方公共団体では廃止されている。名称が異なる地方公共団体もあり、福岡県は領収証紙（りょうしゅうしょうし）、沖縄県は単に証紙（しょうし）としている。

## 概要

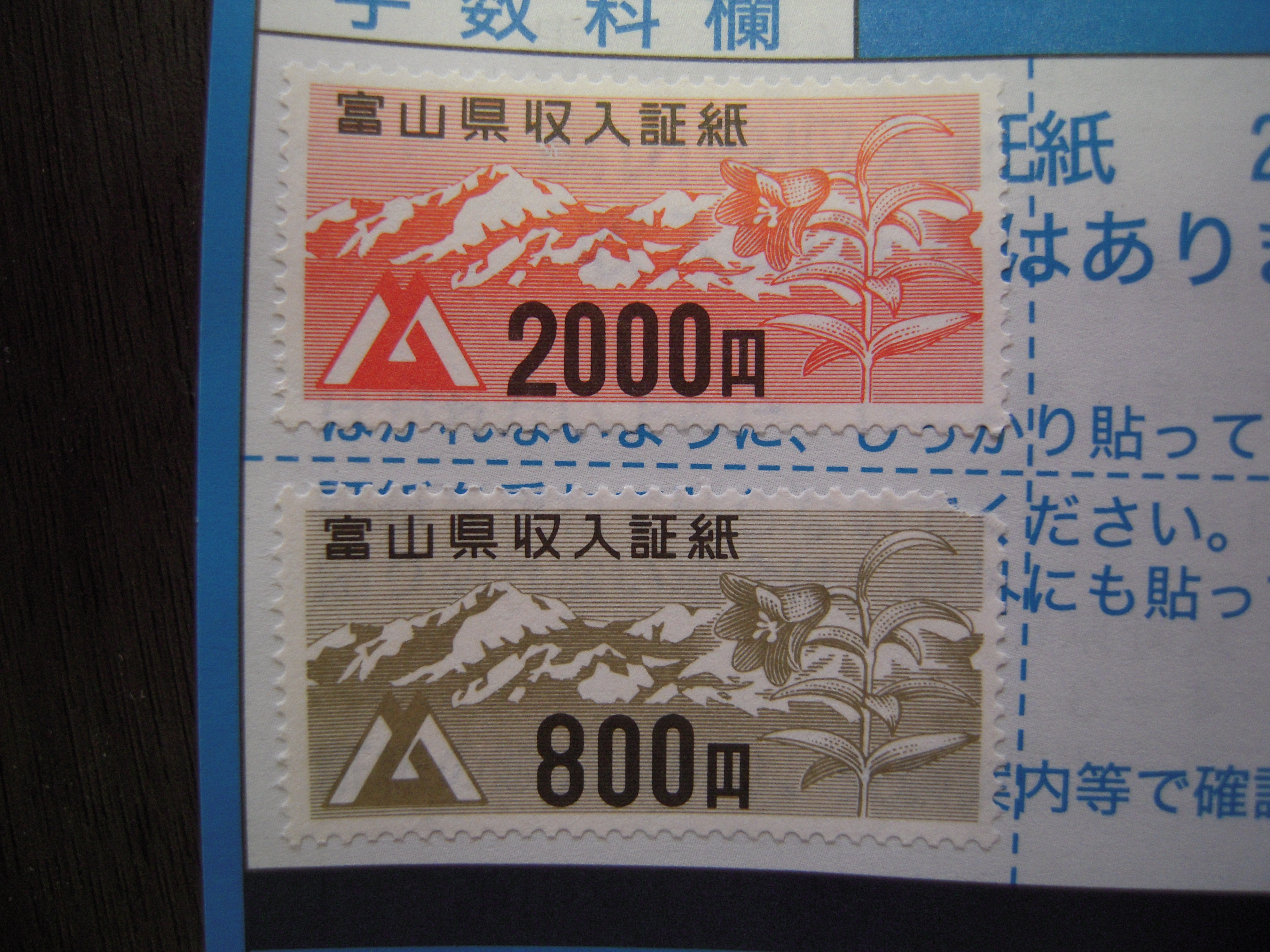
富山県収入証紙。立山連峰とクロユリが描かれている。2015年4月に統一デザインに変更。

### 額面とデザイン
額面は、各地方公共団体が使用料や手数料の額を考慮して設定しており、1円から、あるいは50円単位で用意されている場合もあるなど、地方公共団体により異なる。
また、デザインも地方公共団体によって異なる。既に収入証紙が廃止となったが東京都のように東京都庁舎（千代田区から新宿区に移転した際は新庁舎に変更）など地方公共団体の事務所を描いたもの、また各県により代表的な風景や名物を描いたものもある。近年では原版の磨耗や印刷コスト削減のため、独立行政法人国立印刷局が定める統一デザイン（1,000円未満は「桜」、1,000円以上は「唐草」がデザイン。初期にはなかったが偽造防止にSHOUSIのパール印刷と微細文字が加えられ、金額により色が異なる。最高額はほとんどの地方公共団体で10,000円券）に移行している地方公共団体が増えつつある。

### 収入証紙の種類
収入証紙は地方公共団体ごとに発行されており、ある地方公共団体が発行した収入証紙を別の地方公共団体で使用することはできない。
また、地方公共団体の中には、使用料や手数料の種類により複数種類の収入証紙を発行しているケースもある。
滋賀県では、滋賀県収入証紙のほか、滋賀県警察関係事務手数料収入証紙、滋賀県計量法関係手数料収入証紙がある。このため、運転免許関係の手数料には滋賀県警察関係事務手数料収入証紙が必要で、滋賀県収入証紙は使用できない。
宇都宮市（栃木県）では、一般の宇都宮市収入証紙のほか、粗大ごみ収集手数料専用の宇都宮市収入証紙として発行する粗大ごみ収集手数料納付券がある。

### 売りさばき人
地方公共団体の長の指定する売りさばき人において売りさばくものとする。
委託販売を行う売りさばき人には地方公共団体の条例等で定める手数料が交付され、例えば、北海道収入証紙では額面の3.3％、福井県収入証紙では額面の2.2％というような額になっている。

### 収入印紙との違い
同種の物として、国庫収入となる租税・手数料その他の収納金の徴収のために、「印紙をもつてする歳入金納付に関する法律」に基づき財務省が発行する「収入印紙」がある。収納先が違うため双方に互換性はなく、「印紙」を地方公共団体への、「証紙」を国への支払いに用いる事はできない。

### 実際の利用例
都道府県を経由して外務省に申請をする日本国旅券は、受領の際、申請に必要な費用のうち、日本国政府に納める部分を収入印紙、道県に納める部分を収入証紙の貼付をもって申請代金を納付する。
運転免許試験の申請、運転免許証の交付、更新、国外運転免許証の発給などに係る手数料を申請書に収入証紙を貼付して納付する。
教育職員免許状の申請は、特別支援学校の各種免許で「新教育領域の追加」の申請などの例外を除き、原則として勤務校所在地ないしは申請者の住民票上の住所を管轄する道県の大学によっては収入証紙相当分の金額を現金を通して、現職教員で勤務校所在地の道県に申請する場合は勤務校を通して申請するため、専用の台紙に申請する道県の収入証紙を貼り付けた状態で他の書類と一緒に、各道県の教育委員会の事務局に提出する事例がみられる。また、教育職員免許状の更新講習の修了確認や教育職員免許状授与証明書等の申請にかかわる手数料についても、原則道県収入証紙にて納付する。
道県が設置する高等学校の入学検定料として使われることが多い。また、その後の入学料の徴収にも収入証紙を使用することも多い。
廃棄物の収集料金が有料である地方公共団体が処理手数料を徴収する例では、地方公共団体が店舗で販売する指定有料ごみ袋を用いたり、ごみ袋や粗大ごみにシールを貼付する。これは、収入証紙として位置付ける例と位置付けない例があり、例えば、佐世保市（長崎県）では家庭系指定ごみ袋に指定ごみ袋用証紙を印刷して付するものとしているが、千葉市（千葉県）では地方自治法施行令158条（歳入の徴収又は収納の委託）を根拠として収納を委託された者に可燃ごみ及び不燃ごみに係る手数料を納付して指定袋の交付を受けるものとしており収入証紙の扱いではない。
書類とともに手数料の支払いを郵送で行う場合、日本の郵便法では現金を同封する場合は現金書留としなければならないが、収入証紙を貼付すれば現金書留で発送する必要がなく、受け付ける側も金銭を直接扱わず、計算ミスや紛失を防止できるメリットがある。一方で売りさばき所の営業時間に購入できない場合や、地方公共団体の区域外の遠隔地で収入証紙を購入することは難しく、更に郵送で購入できない地方公共団体もあるなどのデメリットもあった。

### 払い戻し
未使用証紙の払い戻しは基本的にできないが、一部の地方公共団体では規則により、例えば、手数料を納付する目的で収入証紙を購入したが、居住している地方公共団体の区域外に転居する場合など、将来的にその地方公共団体の収入証紙を使用する見込みが低くなる場合などで手数料（おおむね3%程度）を差し引いた額を口座振込などで払い戻す。また、収入証紙制度を廃止する地方公共団体においては手数料を徴収せずに期限を設けて払い戻しを行う。

## 根拠法令
収入証紙は、地方自治法231条の2（証紙による収入の方法等）に基づき、各地方公共団体の条例の定めるところにより発行される。もっとも、地方自治法231条の2は、昭和38年に地方自治法の財務に関する事項が大幅改正された際に指定金融機関制度などと同時に新設された規定であるが、これは地方公共団体で既に発行されていた収入証紙を地方自治法上明確に規定するようにしたもので、収入証紙自体は太平洋戦争の前には既に存在した。
歳入の種類は、地方自治法231条の2第1項により、使用料と手数料に限られる。ただし、使用料と手数料以外の歳入で証紙を用いている例も見受けられ、奈良県では奈良県収入証紙の他に奈良県自動車税証紙があり、このような場合は地方自治法を根拠とせずに独自に条例のみを根拠として発行していることになる。
証紙による収入は、地方自治法231条の2第2項により、証紙の売りさばき代金をもって歳入となる。売りさばき人に支払う証紙取扱手数料は、地方自治法施行令164条3号により、証紙の売りさばき代金との間で繰替払にできる。
地方自治法170条2項1号は、現金の出納と保管を会計管理者がつかさどるものとしている。このため、地方公共団体の職員のうち現金を直接扱うことができるのは、地方自治法171条5項により会計管理者の補助機関の職員に限るというのが原則となる。会計管理者の内部組織で現金を扱うためには、地方自治法171条1項から4項までにより会計管理者の権限に属する事務の一部を委任する出納員その他の会計職員を地方公共団体の長の内部組織等に置く措置（併任）が必要となり、現金の管理や金融機関への払い込みも事務負担となる。それに対して、証紙を貼付した申請書などを扱うのであれば、その部署では現金を扱うことにはならない。また、庁舎の建物内や敷地内に収入証紙の売りさばき所を設ける場合は、地方公共団体とは別の法人などを売りさばき人にすることで、現金は地方公共団体の管理範囲外にすることができる。

## 収入証紙廃止の動き

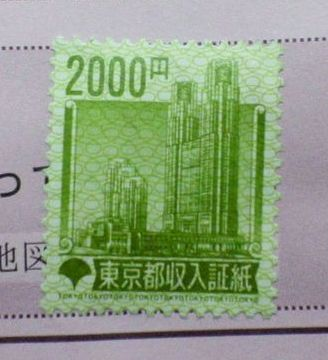
かつて使用されていた東京都収入証紙。

東京都は2008年（平成20年）7月2日に「東京都収入証紙条例を廃止する条例」（平成20年東京都条例第83号）を公布し、2010年（平成22年）4月1日から施行した。一部の手数料の納付については東京都が現金での納付を認め、または現金のみでの納付に限られている現状があり（旧東京都収入証紙条例2条後段に規定）、売りさばき所も他の道府県と比べて少なく実情にそぐわないと判断されたため。東京都収入証紙は施行日以後発売されず、すべての手数料は現金で納付する。既存の東京都収入証紙は2011年（平成23年）3月31日をもって利用は終了し、2016年（平成28年）3月31日まで証紙の還付を受けることができた。議会審議では、年間およそ1000万円のコスト削減効果があるとの説明がされた。
ほかの地方公共団体でも収入証紙を廃止する動きが出ている。おおむねの地方公共団体で利用終了日から5年間、証紙の還付を受け付けている。
- 都道府県
  - 埼玉県 - 2024年（令和6年）3月31日使用終了[17]。販売は2023年（令和5年）12月31日で終了し、窓口ではキャッシュレス決済のみ支払い可能としたが、現金支払いをする場合には窓口で納付書を受け取って近隣の金融機関やコンビニエンスストアに行って納付する手間が生じて、利用者が混乱していると報じられた[18]。
  - 新潟県 - 2025年（令和7年）3月31日使用終了[19]
  - 京都府 - 2023年（令和5年）3月31日使用終了[20]
  - 大阪府 - 2019年（平成31年）3月31日使用終了[21]
  - 鳥取県 - 2022年（令和4年）3月31日使用終了[22]
  - 岡山県 - 2023年（令和5年）9月30日使用終了[23]
  - 広島県 - 2014年（平成26年）10月31日使用終了[24]

- 指定都市
  - 横浜市 - 2021年（令和3年）1⽉31⽇使用終了[25]
  - 京都市 - 2010年（平成22年）3月31日使用終了[26]
  - 大阪市 - 2010年（平成22年）3月31日使用終了[27]

この他、日本経済新聞の調査によれば、2021年時点で都道府県及び指定都市のうち4割が廃止を検討している。
一方、福井県では2022年4月1日より収入証紙と併存する形式での「手数料納付システム」を導入。クレジットカード等によるWeb決済、あるいは主要コンビニエンスストアでの現金支払にて手続の際に発行される「手数料納付システム申込番号」を証紙貼付欄などへ記入することにより、収入証紙の貼付に代えることができるものとしている（なお、収入証紙でなく納付書による現金等での納付が規定されている一部の手数料についても適用）。売りさばき所の時間外や県外在住者など納付者の利便性を高めつつ、収入証紙納付制度も残している。このような経過措置を経て2025年3月末に福井県の収入証紙は廃止されることとなった。
また、千葉県では、収入証紙は存続しているが、運転免許関係など警察の事務の手数料について収入証紙による納付を廃止してキャッシュレス決済または現金による納付とし、徴収事務を公益財団法人千葉県交通安全協会に委託した。